# Victor Mera
Victor Mera (n. 13 septembrie 1886, Habic, comitatul Mureș-Turda, azi județul Mureș – d. 1948, București) a fost un delegat titular al cercului electoral Gornești, comitatul Mureș-Turda, pentru Marea Adunare Națională de la Alba Iulia și prefect de Mureș.

## Date biografice și familie
Victor Mera s-a născut în comuna Habic (județul Mureș), azi localitate integrată a comunei Petelea. Părinții săi se ocupau cu agricultura. Conform istoricului Vasile Netea, Victor Mera ar fi fost un descendent al familiei de nobili Mera din Habic, Ioan Mera și fii săi care au fost înnobilați în 18 iunie 1636.

## Studii
În 1892 a absolvit primele clase în satul natal Habic. În 1896 și-a continuat studiile la Gimnaziul Fundațional din Năsăud, unde după absolvire a luat și bacalaureatul. În 1909-1911 a absolvit un curs de farmacie de 2 ani în cadrul Universitații „Ferencz József” din Budapesta, obținând diploma de farmacist la Cluj.

## Viața și activitatea

### Participarea la Marea Adunare Națională
Victor Mera se implică activ în desfășurarea evenimentelor din toamna lui 1918, mai ales în Reghin. La data de 5 noiembrie,  a avut loc ședința de constituire a Consiliul Național Român județean, în care acesta va fi ales ca membru, într-o comisie formată din cinci persoane.
La data de 23 noiembrie 1918, în ședința Senatului Național Român județean din Reghin, din care făcea parte, este ales ca delegat al Cercului electoral Gornești pentru Marea Adunare Națională de la Alba Iulia. Din același Cerc au mai fost aleși: Vasile B. Muntenescu, preot în Solovăstru, Alexandru Pop, econom în Cașva, Nicolae Feier, econom în Hodac, și Ioan Banciu, tâmplar în Iernotfaia.
Când se întoarce de la Alba-Iulia, se implică în continuarea în ședințele Senatului național român local din Reghin, fiind prezent la ședințele din luna decembrie, în care s-au discutat probleme locale. Totodată, își continuă activitatea la farmacia, unde era coproprietar, alături de Révész Imre.

### După Unire
După Unire, Victor Mera a lucrat în farmacia sa, înființată încă din 1908. A fost pentru o perioadă senator de Reghin.
În 1920 la 5 noiembrie și-a deschis porțile primul Liceu de Stat cu predare în limba romană în orașul Florea Bogdan, deputat și membru fondator al ziarului ,,Glasul Poporului”. Victor Mera a fost ales membru în Comitetul Reghin, la inițiativa ing. școlar al școlii iar Dr. Eugen Nicoară medic la liceului.
În 1923 La 1 ianuarie farmacistul Victor Mera a participat la inaugurarea Spitalului din Reghin condus de dr. Aurel Moldovan numit de Consiliul Dirigent al Ardealului și secondat de tânărul dr. Eugen Nicoară. Inaugurarea s-a făcut în prezența prefectului Popescu Simion, originar din Toplița, a medicului șef al județului, dr. Tit Liviu Țilea, a primarului orașului Reghin, Hugo Schiffbäumer și a directorului de spital din Târgu-Mureș, dr. Petre Muscă.

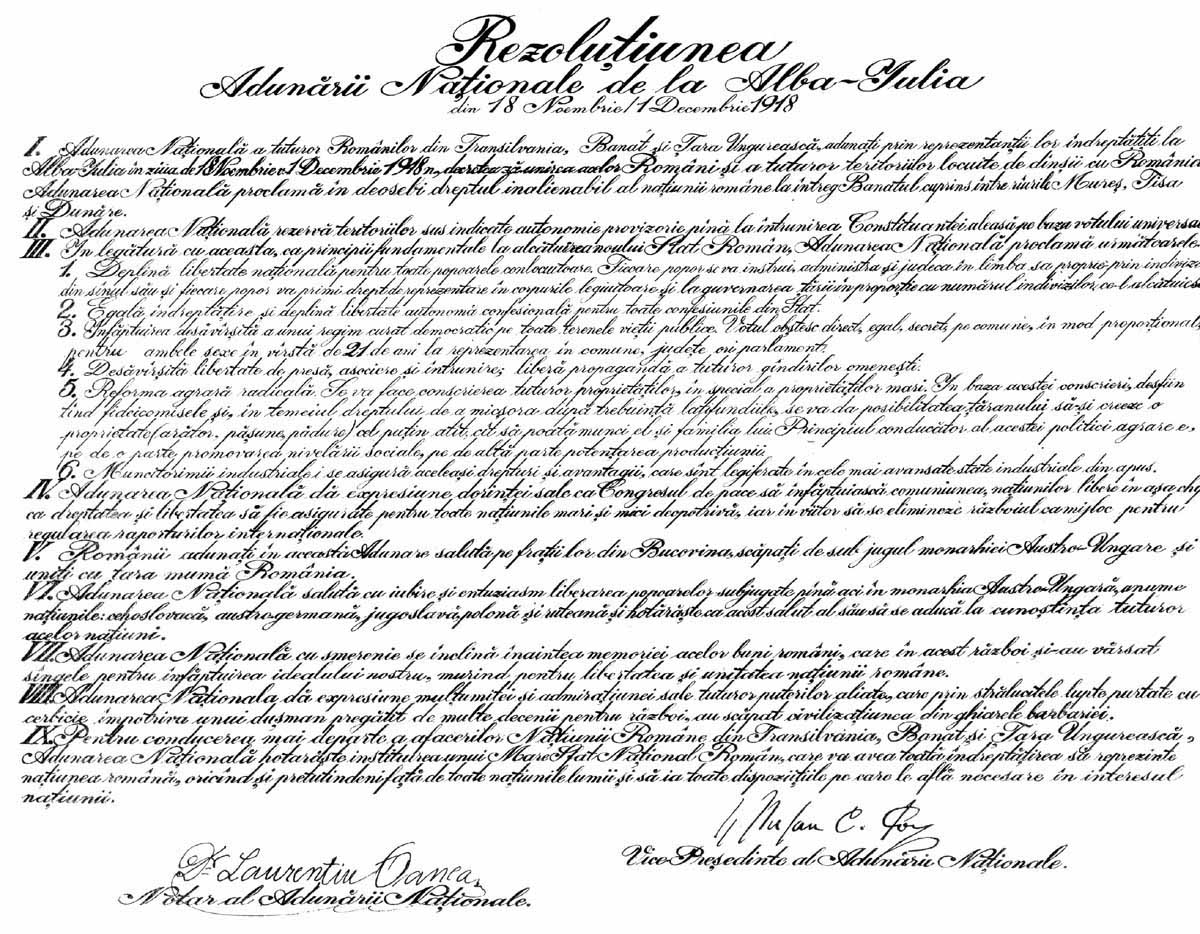
Rezoluția de la Alba Iulia

A fost membru al consiliului Național Român  Mureș-Turda, membru al P.N.R apoi al P.N.Ț, membru al Departamentului Reghin al ASTREI. A fost decorat cu ordinul Coroana României în grad de ofițer. În Mureș, PNL-Tătărescu avea aderenți puțini, o filială foarte restrânsă ca număr, iar președinte local era Victor Mera, un om dispus la permanente compromisuri față de comuniști.
După 23 august 1944 a fost ales, pentru un timp, prefect de Mureș.
Victor Mera a decedat în 1948 la București.